# Wasserturm des Dortmunder Südbahnhofs

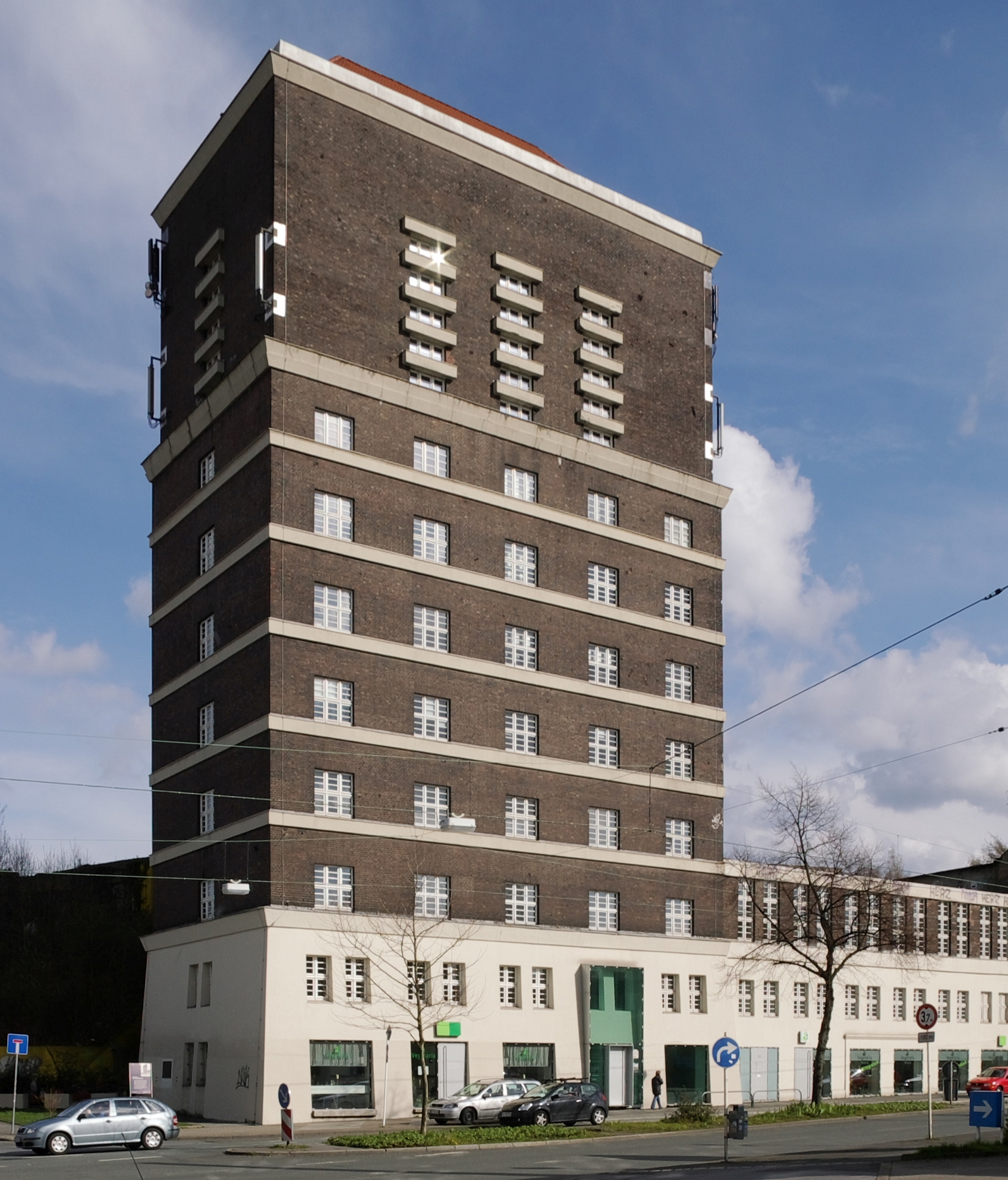
Wasserturm des Dortmunder Südbahnhofs

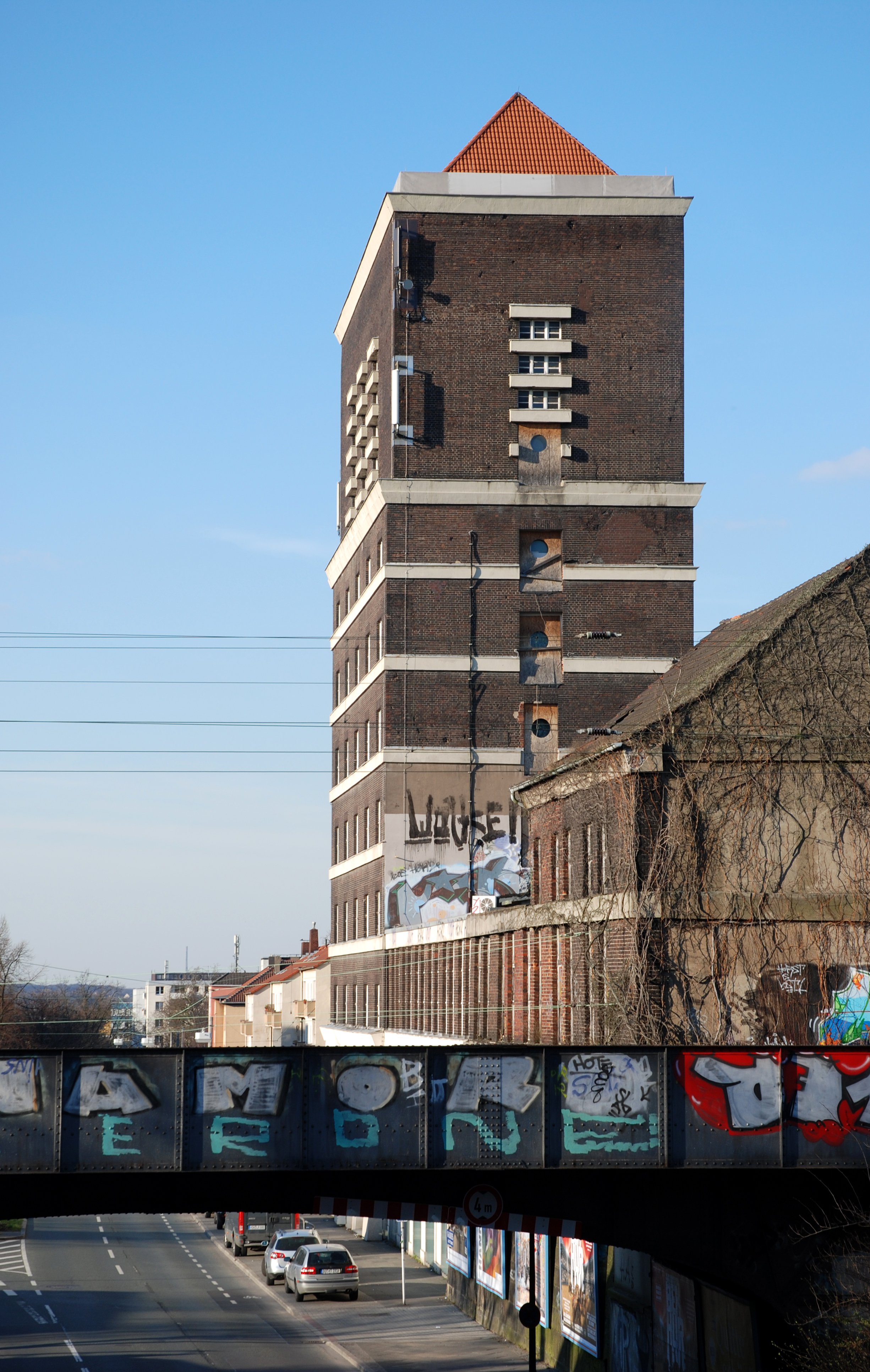
Blick von Süden

Der Wasserturm des Dortmunder Südbahnhofs ist ein Wasserhochbehälter des ehemaligen Bahnbetriebswerks Dortmund Süd. Er wurde zwischen 1925 und 1926 von der Deutschen Reichsbahn errichtet und versorgte bis in die 1950er Jahre Dampflokomotiven mit Kesselspeisewasser.
Zwei Behälter aus Eisenbeton mit einem Fassungsvermögen von jeweils 800 m³ bildeten den Speicher, der das obere Drittel des 52 Meter hohen Gebäudes einnahm. Im Erdgeschoss waren ursprünglich Ladenlokale zu finden, während die Obergeschosse Sozialräume für die Bahnbediensteten beherbergten. Hier befanden sich eine Badeanstalt sowie Übernachtungsmöglichkeiten für Zugbegleiter, Bahnbetriebs- und Werkstättenarbeiter.
Hinter der Ziegelfassade verbirgt sich ein Stahlbetonskelettbau.
Die umlaufenden Gesimse gliedern das Gebäude und haben keine statische Funktion.
Im Wasserturm befinden sich nach der Umnutzung das Büro Architekt Ralf Schulte-Ladbeck sowie diverse Büros und Werbeagenturen.
Der Wasserturm des Dortmunder Südbahnhofs ist als Baudenkmal in die Denkmalliste der Stadt Dortmund eingetragen und Teil der Route der Industriekultur.